# Joel Kwiatkowski
Joel Kwiatkowski (Kindersley, 22 marzo 1977) è un ex hockeista su ghiaccio canadese.

## Palmarès

### Mondiali
- 1 medaglia:
  - 1 argento (Svizzera 2009)